# Réserve naturelle de Bliksvær
La réserve naturelle de Bliksvær est une réserve naturelle norvégienne située à Bodø dans le Nordland. 
Elle comprend  une grande partie de l'archipel de Bliksvær, dont les îles de Bliksvær, Kjærvær, Terra, Sjursholmen, Grønnholmen, Skjoldsholmen, Tørrisøya et Einarsholmen. La réserve a une superficie de 43.1 km² dont 37.3 en mer. 
La réserve a été créée en août 2002 et a été classée site ramsar au même moment. Auparavant, la zone avait déjà le statut d'aire protégée - dyrelivsfredning -  dans les années 1970.